# Lente esplosiva

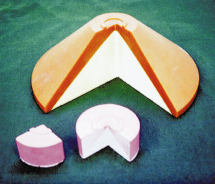
Lenti esplosive moderne di diverse dimensioni. Si ritiene che le lenti esplosive utilizzate oggi nei moderni ordigni nucleari e termonucleari siano di questo tipo.

Una lente esplosiva è un tipo di carica cava altamente specialistica utilizzata soprattutto nelle armi nucleari. La lente è in particolare composta da una componente esplosiva e una componente inerte detta "wave-shaper" o, nelle versioni più vecchie, da esplosivi diversi aventi un diverso potere detonante, disposte in modo da poter controllare la forma dell'onda d'urto derivante dalla detonazione che attraversa il loro insieme; il nome del dispositivo, "lente", deriva proprio dal fatto di essere concettualmente simile a una lente ottica che può convergere o divergere i raggi di luce che la attraversano.
Al fine di convertire un fronte d'onda che si espande in maniera sferica in un fronte d'onda che converge sfericamente, ossia che implode, utilizzando una singola interfaccia tra gli esplosivi che costituiscono la carica, la forma dell'interfaccia deve essere quella di un paraboloide; allo stesso modo, per convertire un fronte d'onda che diverge sfericamente in un fronte d'onda piatto, la forma del bordo deve essere quella di un iperboloide. L'eliminazione delle aberrazioni, e quindi delle differenze dalla forma desiderata, si ottiene proprio tenendo conto dei sopraccitati principi e usando diverse interfacce di separazione in sequenza.

## Invenzione
Come dichiarato da Hans Bethe, premio Nobel per la fisica nel 1967, l'invenzione di un dispositivo a lente esplosiva e la sua progettazione si devono a John von Neumann, matematico e fisico ungherese, membro del Progetto Manhattan, che ne suggerì l'utilizzo nei primi ordigni nucleari.

## Utilizzo nelle armi nucleari

In questo schema di una delle prime bombe a implosione è possibile vedere la forma del fronte d'onda che si propaga attraverso i diversi livelli di esplosivo.

In un'arma nucleare a implosione, come fu, ad esempio, Fat Man, la bomba lanciata su Nagasaki il 9 agosto 1945, si utilizza un insieme di lenti esplosive per convertire diverse onde di detonazioni divergenti e approssimativamente sferiche in una singola onda sferica convergente. Tale onda convergente ha poi lo scopo di far collassare i diversi gusci sferici (il tamper, lo scudo riflettente, ecc...) posti attorno al nocciolo di materiale fissile e di comprimere quest'ultimo tanto da fargli raggiungere uno stato di criticità pronta (nelle prime bombe a implosione che facevano uso di un iniziatore interno di neutroni, scopo dell'onda di detonazione era quello di attivare anche questo componente). Le lenti sono solitamente create a partire da un esplosivo di tipo PBX, ossia un esplosivo in cui particelle detonanti vengono inserite in una matrice realizzata con un polimero sintetico, e da un inserto inerte, chiamato "wave-shaper" (letteralmente "modellatore d'onda"), costituito tipicamente da una schiuma o un materiale plastico piuttosto denso. Nelle lenti utilizzate nei vecchi ordigni si utilizzavano invece due esplosivi aventi una velocità di detonazione significativamente diversa, in genere compresa tra i 5 e i 9 km/s. The Gadget, la prima bomba nucleare della storia, così come la già citata Fat Man, utilizzava ad esempio il Baratol come esplosivo lento e il Composition B come esplosivo veloce.

Progetto di un vecchio tipo di arma nucleare a implosione. Lo strato in giallo, subito prima dell'involucro, è quello formato dalle lenti esplosive, in questo caso 32, a forma di cuneo poligonale.

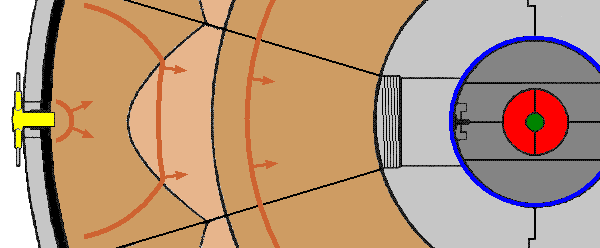
Una sezione trasversale di una vecchia bomba a implosione, l'alternanza tra esplosivo veloce e lento (in marrone più chiaro) costituiva la lente esplosiva che, assieme alle altre 31 lenti, comprimeva il nocciolo fino a fargli raggiungere la criticità pronta

L'illustrazione a sinistra rappresenta una sezione trasversale dei uno dei cunei poligonali, esagonali e pentagonali, posti attorno al nocciolo di una vecchia bomba a implosione per formare un perfetto guscio sferico con la geometria simile a quella di un pallone da calcio. Il detonatore a filo esplodente all'estrema sinistra dell'immagine, realizzato ad hoc per la bomba dal fisico Luis Álvarez, premio Nobel per la fisica nel 1968, e dal suo assistente Lawrence Johnson dei laboratori di Los Alamos, ha il compito di innescare la creazione di un'onda d'urto semisferica che attraversa l'esplosivo veloce. Quando l'onda di detonazione arriva all'esplosivo lento, appositamente sagomato, essa viene trasformata da onda divergente in onda convergente, che, ormai diretta verso il nucleo, passa attraverso un nuovo guscio sferico di esplosivo veloce fino a raggiungere l'interno dell'ordigno.
In una bomba a implosione come The Gadget, per garantire l'uniformità del fronte d'onda sferico convergente, le detonazioni iniziali dovevano avvenire simultaneamente e la forma dell'interfaccia tra i due esplosivi doveva essere realizzata con la più alta precisione possibile, per questo, tra il 1944 e il 1945, nell'ambito del Progetto Manhattan, furono condotte diverse serie di esperimenti volti allo sviluppo di lenti esplosive, di cui una delle più importanti fu la serie conosciuta come RaLa, basata su un metodo proposto da Robert Serber e sviluppato da un team guidato dal fisico italiano Bruno Rossi. Non solo, fu anche realizzato un sistema, detto X-Unit, che garantisse la simultaneità delle esplosioni, accumulando 5.600 volt in un banco di condensatori e trasmettendo poi all'instante l'elettricità a tutti i detonatori.
Le prime bombe nucleari a implosione utilizzavano un sistema a 32 cunei poligonali (12 pentagonali e 20 esagonali, ognuno delle quali era dotato di una coppia di detonatori a filo detonante) e in seguito ne furono testate anche alcune con ben 96 cunei. Nell'estate 1956, poi, con il successo del test dello stadio primario Swan, un ordigno nucleare a fissione amplificata usato poi come stadio primario in diverse testate termonucleari, si poterono realizzare dispositivi con solamente due punti di innesco. In aggiunta alle cariche sagomate, Swan utilizzava anche un sistema a "lente d'aria" e divenne, anche in virtù delle sue ridotte dimensioni, il prototipo su cui gli Stati Uniti d'America basarono tutti i loro successivi ordigni nucleari da utilizzare singolarmente o come stadi primari di bombe termonucleari.

## Altri utilizzi
Oltre che in ambito bellico nucleare, le lenti esplosive che utilizzano la tecnica degli strati alternati per produrre onde piane piatte sono usate in esperimenti di scienza dei materiali riguardante il comportamento dei materiali di fronte ad alte pressioni transitorie.